# Rohit Chand
Rohit Chand, né le 1er mars 1992 à Dailekh au Népal, est un footballeur international népalais, qui évolue au poste de milieu central.

## Biographie

### En club
Le premier club professionnel de Chand dans l'élite népalaise est le Machhindra Football Club (en). Il reçoit le prix du meilleur défenseur de l'année pour son jeu spectaculaire lors de la saison de championnat 2010,.
Le 2 janvier 2012, il signe un contrat de 6 mois avec le club indien d'HAL SC, après avoir tenté sa chance en Europe,. En avril, il inscrit un triplé lors d'un match mais malgré ses efforts, son équipe perd le match.
Il effectue ensuite un essai en faveur de l'Arema FC, mais n'est finalement pas retenu par l'équipe. Par la suite, il signe avec le PSPS Pekanbaru, pour 10 mois.
En mai 2013, il signe un contrat de 5 mois avec le Persija Jakarta. Il est ensuite nommé pour le prix du jeune joueur de l'année pour la même saison dans le championnat indonésien. Il signe un nouveau contrat de deux ans avec le club et il reste à Persija Jakarta jusqu'à la fin 2022.
Après la fin du contrat avec Persija Jakarta, il signe avec Persik Kediri.

## Palmarès
- Avec le Persija Jakarta
  - Champion d'Indonésie en 2018